# باسیلیکای بزرگ (پلوودیوف)
باسیلیکای بزرگ، پلوودیو (بلغاری: Епископска базилика на Филипопол) کلیسایی مخروبه از شهر باستانی فیلیپوپولیس در پلوودیف است و در اواسط قرن چهارم پس از میلاد ساخته شده‌است.
جالب‌ترین یافته‌های باسیلیکا موزاییک‌هایی است که کف را پوشانده‌است. آنها در منطقه ای نزدیک به ۲۲۰۰۰ فوت مربع پخش شدند و انگیزه‌های بسیار جالبی را آشکار کردند، بدون آنالوگ در بلغارستان. کف با موزاییک‌های پیچیده با طرح‌های هندسی پوشیده شده بود. نمادهای گره ابدی؛ گلدان‌هایی که آب حیات جاودانی را سرچشمه می‌دهند. و مجموعه‌ای شگفت‌انگیز از پرندگان، نمادهای اوایل مسیحیت از روح‌های پرهیزگار. در ترکیب و انگیزه موزاییک‌های ایوان جنوبی و شبستان مرکزی تفاوت وجود دارد که به احتمال زیاد توسط صنعتگران مختلف ساخته شده‌است.

موزائیک
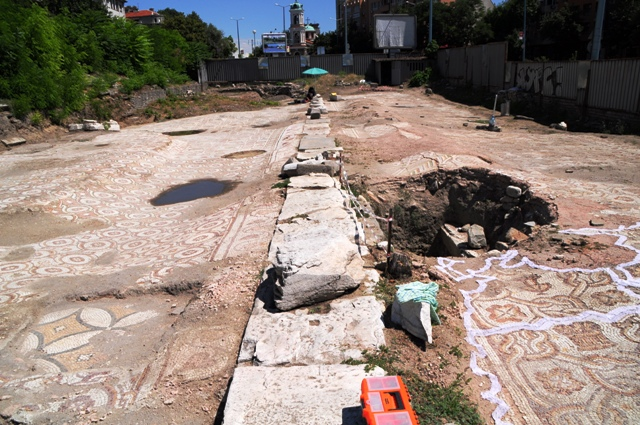
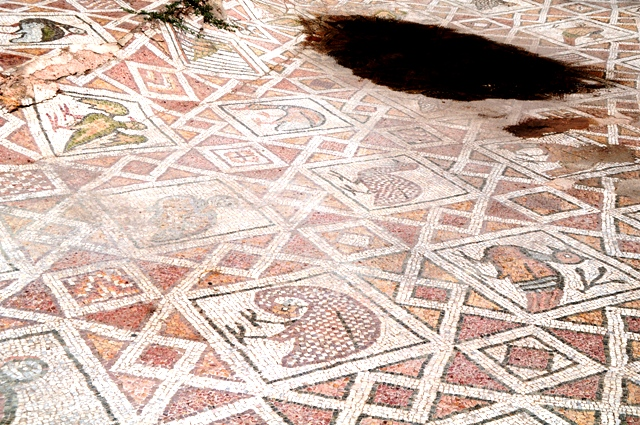
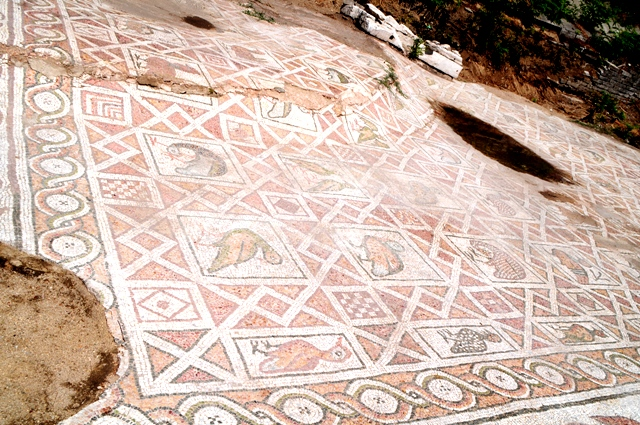
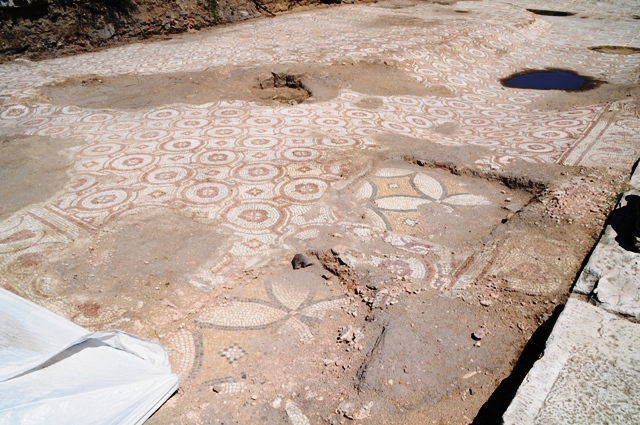
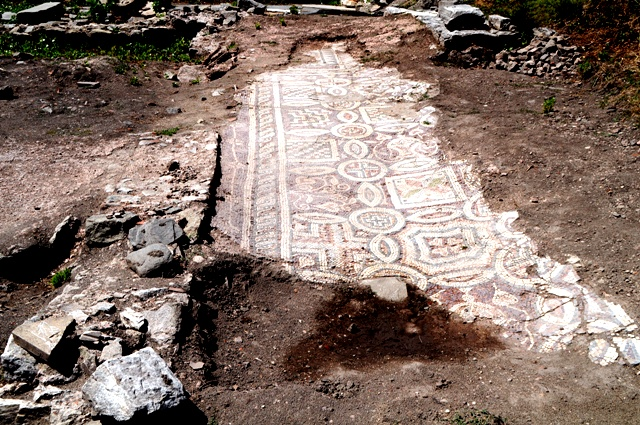
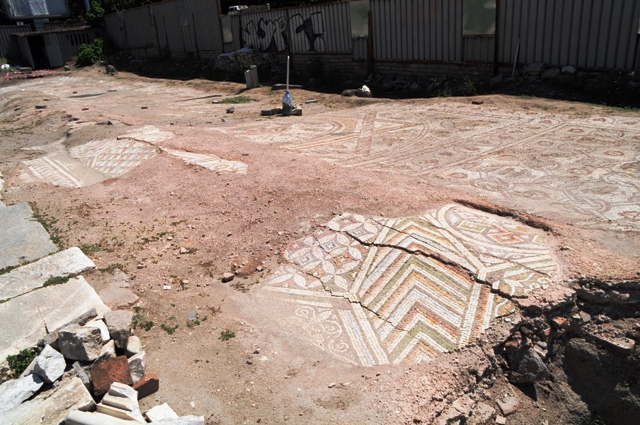
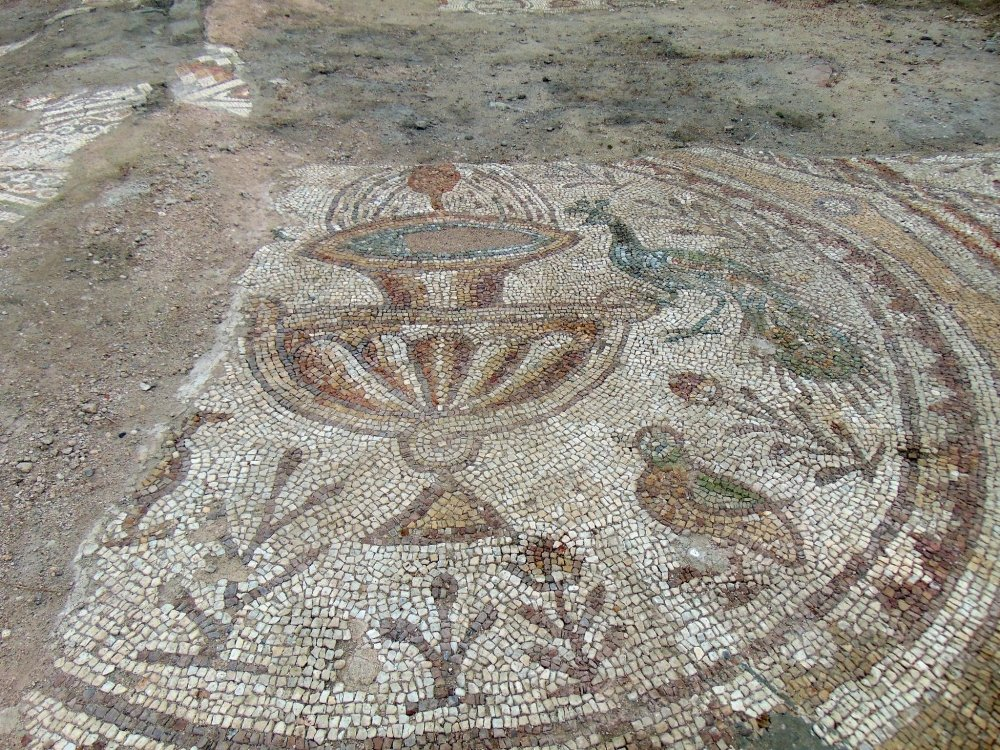
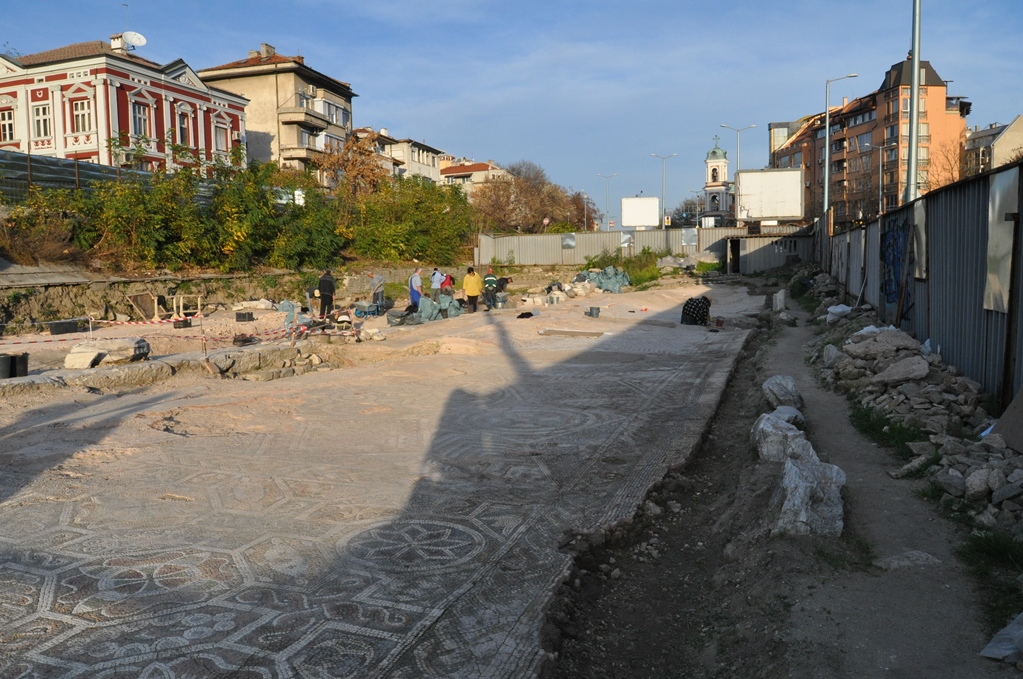
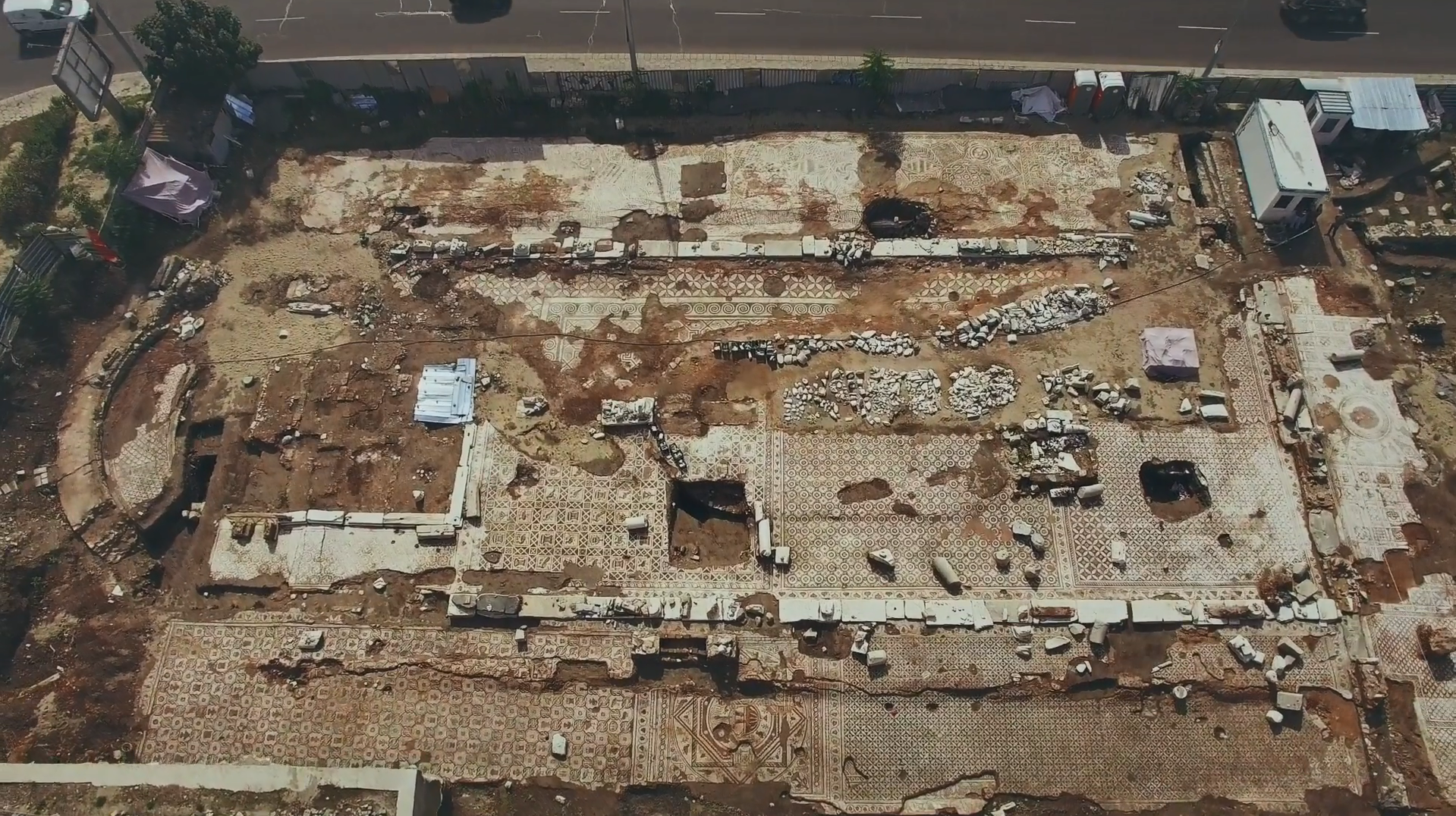